# اچ‌ام‌اس هلورسون
اچ‌ام‌اس هلورسون (به انگلیسی: HMS Helverson) یک کشتی است که طول آن ۱۳۶ فوت (۴۱ متر) می‌باشد.